# Tetratheca nephelioides
Tetratheca nephelioides är en tvåhjärtbladig växtart som beskrevs av R.Butcher. Tetratheca nephelioides ingår i släktet Tetratheca och familjen Elaeocarpaceae. Inga underarter finns listade i Catalogue of Life.